# Маленька Мю
Маленька Мю (швед. Lilla My, буквально: «Мала Мю») — персонаж серії книжок про Мумі-тролів, створених Туве Янссон. Вперше Мю з’явилася в четвертій книжці Мемуари Тата Мумі-троля (1950 р.) Вона маленька, вперта та люто незалежна мюмля. Маленька Мю шорстка, агресивна, неслухняна та неповажлива, але може бути добрим другом коли сама захоче. Є молодшою сестрою доньки Мюмлі. Усиновлена родиною Мумі-тролів.
Ім’я походить від дванадцятої літери грецького алфавіту: μ (мю), шведською записується як my, а вимовляється [ˈmyː]. У метричній системі мала літера μ означає «одна мільйонна» і представляє префікс мікро-, від грецького  (мікро́с), що означає «малий».

## Характер
Мала Мю — дуже шорстка особа, майже завжди переконує слухача або співрозмовника. Непересічна дебатантка, яка поєднує емоції та логіку аби перемогти в суперечці. Надає перевагу особистим образам співрозмовника або об’єкта розмови, робить власні необґрунтовані висновки, гіперболізує аргументи співбесідника аби висміяти їх, а також вживає невербальні засоби аби довести неповноцінність суперника.

## Поява
Маленька Мю з’являється в наступних книжках:
- Мемуари Тата Мумі-троля (IV книжка): Маленька Мю народжується в день літнього сонцестояння за молодості Тата Мумі-троля, є найменшою та наймолодшою з усіх дітей Мюмлі. Мю така маленька, що її ледь видно. У книжці вона не грає визначної ролі, але часом проявляє захоплення пустощами, а також нездорову радість від стихійних лих та руйнувань.
- Небезпечне літо (V книжка): У п’ятій книжці Маленька Мю виросла достатньо аби більш активно брати участь у подіях, хоча досі лишається такою малою, що Нюхмумрик може носити її у кишені. Мю дбає про старшу сестру, доньку Мюмлі, яка безуспішно намагається навчити малу гарної поведінки, але по ходу сюжету вони розлучаються, і зрештою її рятує Нюхмумрик, якого Мю супроводжує до кінця книжки в боротьбі з одержимим правилами Сторожем парку, а в кінці Мю мимоволі також «рятує» групу інших дітей.
- Зима-чарівниця (VI книжка): Маленька Мю — єдиний  персонаж окрім Мумі-троля, хто прокидається зі сплячки і вперше стикається з зимою. На відміну від троля, їй одразу подобається цей «новий холодний світ», особливо коли вона дізнається про зимові види спорту.[7]
- Невидиме дитятко (VII книжка): Ця книжка складається з кількох оповідань, у трьох з яких з’являється Мю: «Жахлива історія», де вона розповідає сповнені жаху і приречення історії майже наймолодшому Мудрикові; «Історія про останнього на світі дракона», де вона виступає як носата, саркастична та нечуйна молодша сестра Мумі-троля (хоча насправді вона старша за нього), а також «Оповідання про невидиме дитятко», де вона висловлює власні ідеї про те, як допомогти невидимій Нінні стати знову видимою.
- Тато і море (VIII книжка): Маленька Мю супроводжує родину Мумі-тролів до острова з маяком і постійно присутня впродовж сюжету книжки. Знову вона виявляється єдиним персонажем, кому подобається новий спосіб життя і хто лишається в гарному гуморі.

Додатково Маленька Мю грає важливі ролі в книжках із малюнками: А що буде потім? та Шахрай в будинку Мумі-тролів, ненадовго з’являється в книжці Жахлива подорож, а також має мовчазне (а також не позначене в сюжеті) камео в одній з ілюстрацій книжки Хто розважить малятко? Також багато разів про неї згадано в книжці Наприкінці листопада, та оскільки події книжки розгортаються приблизно в той самий час, як і подорож до острова з маяком у книжці Тато і море, особисто вона не з’являється.
Окрім того Мю з’являється як один з основних персонажів більшості видань, пов'язаних з Мумі-тролями, коміксами, фільмами, та телесеріалами.